# Kormjansko
Kormjansko (Bulgaars: Кормянско) is een dorp in centraal-Bulgarije. Het dorp is gelegen in de gemeente Sevlievo, oblast Gabrovo. Het dorp ligt hemelsbreed ongeveer 30 km ten noordwesten van Gabrovo en 144 km ten noordoosten van de hoofdstad Sofia. 

## Bevolking
Op 31 december 2020 telde het dorp Kormjansko 629 inwoners. Het aantal inwoners vertoont al tientallen jaren een dalende trend: in 1946 woonden er nog 1.499 mensen in het dorp.  
| Bevolkingsontwikkeling tussen 1934 en 2020          |
| --------------------------------------------------- |
|                                                     |
| Bron: Nationaal Statistisch Instituut van Bulgarije |

Het dorp wordt grotendeels bewoond door etnische Bulgaren. In de optionele volkstelling van 2011 identificeerden 473 van de 651 ondervraagden zichzelf als etnische Bulgaren - oftewel 72,7% van alle ondervraagden. De overige ondervraagden waren vooral etnische Turken (160 personen - 24,6%) of Roma (11 personen - 1,7%).
| Etnische samenstelling van de respondenten (2011) | Etnische samenstelling van de respondenten (2011) | Etnische samenstelling van de respondenten (2011) | Etnische samenstelling van de respondenten (2011) | Etnische samenstelling van de respondenten (2011) |
| ------------------------------------------------- | ------------------------------------------------- | ------------------------------------------------- | ------------------------------------------------- | ------------------------------------------------- |
|                                                   |                                                   |                                                   |                                                   |                                                   |
| Bulgaren                                          | Bulgaren                                          |                                                   | 72,7%                                             | 72,7%                                             |
| Turken                                            | Turken                                            |                                                   | 24,6%                                             | 24,6%                                             |
| Roma                                              | Roma                                              |                                                   | 1,7%                                              | 1,7%                                              |
| Anders/Onbekend                                   | Anders/Onbekend                                   |                                                   | 1,0%                                              | 1,0%                                              |